# 平井紀宗
平井 紀宗（ひらい きそう）は江戸時代中期の漢詩人。旧敦賀藩士。混沌詩社準社友。近江国逢坂山に幽暢園を営んだ。

## 生涯
享保20年（1735年）平井綱興の子として生まれた。若い頃から学問を好み、家督を弟綱澄に譲り、小浜藩支藩敦賀藩に仕えた。小浜西南の中井村代官に在職中、干魃により小浜藩領の隣村と水論が起こると、江戸幕府に直訴して敦賀藩の理を主張し、裁定の責任を取って辞職した後も長年俸給を受けた。
藩を離れた後、大坂に出て混沌詩社に参加し、頼春水・葛子琴・小山伯鳳宅に滞在して漢詩・酒宴に興じた。
故あって逢坂山に移住し、服部家の養子となった。篠原在住の仁正寺藩士建部孝銑に師事し、逢坂山の庭園を暢幽園と名付けられたが、江村北海により幽暢園と改められ、王維の輞川荘二十勝に擬して二十二勝を定めた。
街道筋の幽暢園には東西を往来する混沌詩社友がしばしば立ち寄った。安永7年（1778年）頼亨翁・春水親子が石山寺を訪れた際、漢詩で同行を誘われたため、舟で合流し、唐崎の一つ松・坂本山王七社・園城寺・高観音を廻り、幽暢園に招いた。春水は明和7年（1770年）、安永8年（1779年）にも幽暢園を訪れている。
50歳手前で家を嗣子に譲り、養母宅の傍らに家屋を構え、湖東・湖南から多くの生徒を取った。寛政2年（1790年）10月25日56歳で病没し、逢坂慶谷寺に葬られた。寛政3年（1791年）10月門人により平井村の平井家墓域に浦世纉撰「滄池先生之碣」が建てられた。法名は滄池軒文節玄章居士。
遺稿「滄池集」は頼春水を通じて弟平井綱要に渡り、寛政8年（1796年）七回忌に際し、10月若槻幾斎序、同月25日綱要跋により『滄池詩鈔』として出版された。春水にも数部が贈られ、厳島神社・仏通寺に奉納された。
現在慶谷寺は長らく廃寺となっているが、大津市大谷町の服部家墓域に「滄浪軒文節先生墓」、草津市平井町高内の平井家墓域に「滄池先生之碣」が残る。

## 幽暢園二十二勝
- 尋芳竇 – 岳飛の詩による[7]。
- 穿沙池 – 杜甫の詩による[7]。
- 取月林
- 分野梁
- 聞響所
- 脩竹林
- 窮曛路
- 十歩矼
- 耡甲畦 – 杜甫の詩による[7]。
- 鹿柴 - 輞川荘の鹿柴と同名[7]。
- 觴詠水
- 丹青坰
- 聴雪堂
- 石瀬 - 輞川荘の欒家瀬に対応する[7]。
- 招招門
- 報春塢 - 輞川荘の辛夷塢に対応する[7]。
- 仙祠
- 茶圃
- 凉台
- 松風亭 - 輞川荘の臨湖亭に対応する[7]。
- 承懽水
- 燃犀岡 - 輞川荘の華子岡に対応する[7]。

大阪府立中之島図書館所蔵の井坂松石『松石遺稿』自筆稿本に「平紀宗幽暢園二十二勝」が収められる。

## 人物
頼春水は、人柄に仕官時代の役人気質が残るものの、詩風は和やかだと評する。
妻方の兄弟井上伊織が大大名に仕えた際、人々は縁故を求めて争って交際したが、紀宗は一人交わりを絶って文通せず、人々から嘲笑された。しかし、後にその大名が処罰されて伊織も失脚し、人々は紀宗の先見の明に感心したという。
号の滄池軒は屈原「漁父辞」の滄浪之水による。

## 家族

### 平井家
先祖は平井加賀守基綱（永正10年（1513年） - 天正13年（1585年）8月3日）は貞純親王23世孫といい、佐々木義賢（六角義賢）に仕え、栗太郡上笠郷平井に住んだ。
- 父：平井綱興 – 元禄10年（1697年）生[5]。
- 母 – 湖東古高氏[5]。
- 弟：平井綱澄 – 家督を継いだ[6]。
- 弟：平井清左衛門綱要[9]

### 服部家
甲賀郡出身で、近世初期に逢坂山東海道筋に移り、菊屋新兵衛と称した。
- 妻：ふさ –  2代目服部善六の妹。初め助三郎を婿に取ったが、明和元年（1764年）9月22日死別した。享和3年（1803年）7月2日没[5]。
- 嗣子：4代目服部新兵衛 – 天保6年（1835年）2月8日没[5]。